# Polylepis flavipila
Polylepis flavipila es una especie de árbol del género Polylepis, endémica de Perú; su principal distribución se encuentra en los departamentos de Lima y Huancavelica.

## Estado de conservación
El World Conservation Monitoring Centre (WCMC) en el año 2001 clasificó, a través de la Lista Roja de la UICN, a P. flavipila como una especie vulnerable. Actualmente una parte de su población se encuentra protegido en la Reserva Paisajística Nor Yauyos Cochas en Lima.

## Taxonomía
Polylepis flavipila fue descrita por los botánicos alemanes Michael Kessler (abrev. bot. M.Kessler) y Alexander Nikolai Schmidt-Lebuhn (abrev. bot. Schmidt-Leb.), y publicada en Organisms, Diversity and Evolution 6(1): 69 en 2006.
Basónimo
- Polylepis incana subs. flavipila Bitter Bot. Jahrb. Syst. 45: 640. 1911.